# Carol Cady
Pour les articles homonymes, voir Cady.
Carol Cady, née à  Los Alamos (État du Nouveau-Mexique) le 6 juin 1962, est une lanceuse de poids de disque et de marteau américaine.

## Biographie
Elle a étudié à l'université Stanford.

## Carrière sportive
Elle a participé aux Jeux olympiques d'été de 1984 et de 1988.
Elle est l'une des premières femmes à concourir au lancer de marteau.

### Records personnels
| Type de lancer | Performance | Date |
| -------------- | ----------- | ---- |
| Poids          | 17,70 m     | 1986 |
| en salle       | 15,44 m     | 1986 |
| Disque         | 66,10 m     | 1986 |
| Marteau        | 58,52 m     | 1988 |

### Ses progrès au lancer du marteau
Carol Cady fait œuvre de pionnière dans l'appropriation du marteau par les femmes. Elle fait ses premières compétitions alors qu'elle est étudiante à l'université de Stanford et ses progrès sont rapides :
- Stanford, 10 avril 1982 : 41,99 m
- Stanford, 27 novembre 1982 : 48,13 m
- Berkeley, 28 avril 1984 : 53,65 m
- Berkeley, 5 mai 1984 : 57,51 m
- Los Gatos, 11 juin 1988 : 58,52 m
- Los Gatos, 10 juillet 1988 : 58,94 m